# Баньяк
Баньяк (индон. Pulau Banyak) — группа островов, расположенных в Индонезии.

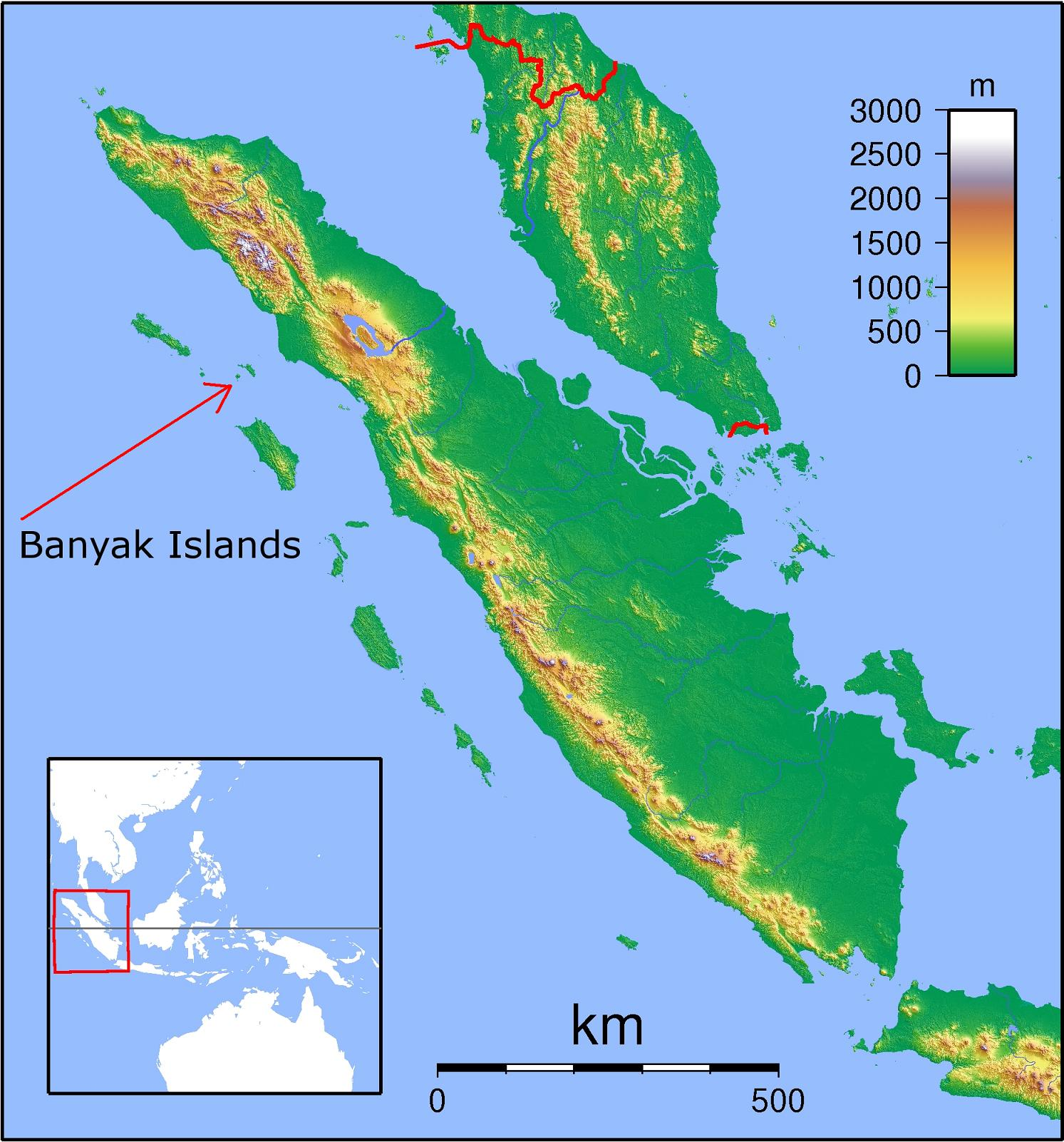
Карта островов Баньяк

Находятся в восточной части Индийского океана западней Суматры, между островами Симёлуэ и Ниас. Насчитывает 99 небольших островов. Площадь островов составляет 319 км². Население  — 6050 человек (2007 г). Верующие — преимущественно мусульмане.
В конце марта 2005 года остров, а также близлежащие острова Ниас и Симёлуэ оказались в эпицентре подводного землетрясения. Цунами высотой три метра накрыло побережье островов, приведя к разрушениям и жертвам.